# مرنجاب (كوير آران)
مرنجاب (بالإنجليزية: Marenjab)‏ هي منطقة سكنية تقع في إيران في أصفهان.